# 마고 하시먼
마고 하시먼(Margo Harshman, 1986년 3월 4일 ~ )은 미국의 배우이다.

## 출연 작품
- 벤트 (2012)
- 파이어드 업! (2009)
- 여대생 기숙사 (2009)
- 키스 (2008)
- 익스트림 무비 (2008)
- 프롬 위딘 (2008)
- 컬리지 로드 트립 (2008)
- 블러드 헌터 (2007)
- 사이몬 세이즈 (2006)
- 레시피 포 디재스터 (2003)
- 이븐 스티븐슨 무비 (2003)